# OTS 44
OTS 44 és una nana marró situada a uns 550 anys llum en la Constel·lació del Camaleó. Abans del descobriment de Cha 110913-773444 va ser la nana marró més petita coneguda. OTS 44 té una massa d'uns 15 cops la de Júpiter, el que és uns 1,5% cops la del Sol. El radi és vora un 20% el del Sol. Hi ha a senyals de què l'OTS 44 està envoltat d'un disc de pols i partícules de pedra i gel, un disc que podria evolucionar a un sistema planetari.